# Hoinkes Peak
Hoinkes Peak ist ein spitzer Felsgipfel der Enterprise Hills in der Heritage Range in der Westantarktis. Der 1840 m hohe Berg befindet sich im Westen der Bergkette, am Kopf des Henderson-Gletschers.
Der Berg wurde von United States Geological Survey im Rahmen der Erfassung der Enterprise Hills in den Jahren 1961–66 durch Vermessungen vor Ort und Luftaufnahmen der United States Navy kartografiert. Benannt wurde er vom Advisory Committee on Antarctic Names nach Herfried C. Hoinkes, der 1957 als Meteorologe auf der amerikanischen Antarktis-Station Little America V arbeitete.